# Бутурлин, Иван Никитич Всячина
Иван Никитич Всячина Бутурлин (умер 1538) — боярин и воевода на службе у государей всея Руси Ивана III, Василия III и Ивана Грозного. Отдаленный потомок Ратши выходца из Германии. Сын Никиты Ивановича Бутурлина, брат боярина Фёдора, окольничего Андрея и воеводы Семёна, также состоявших на службе у московских государей.

## Служба у Ивана III
В 1499 году в походе Ивана III на Смоленск был воеводой левой руки.

## Служба у Василия III
В 1508 году, вместе с другими воеводами, отражал татар из под Белёва и Одоева. В 1513 году участвовал в походе на Смоленск, в том же году получил боярский чин и был назначен наместником в Ивангород. В 1519 был наместником в Новгороде, потом воеводой в Стародубе. В 1520 году был вторым воеводой большого полка на берегу Оки. В 1521 году был одним из воевод в Серпухове. В 1522 году в чине дворецкого был послан в Краков для утверждения перемирной грамоты с польским королём. В 1526 году принял участие в походе на Казань. В 1528 году воевода в Костроме. В 1530 ходил на судах вторым воеводой на Казань, где участвовал в штурме казанских предместий. В 1531 он воевода в Коломне. В 1533 году упоминается в связи со свадьбой Андрея Старицкого.

## Служба у Ивана Грозного
В 1535 отправлен из Пскова к озеру Себежу, где для закрепления на литовской территории был построен укрепленный земляной город, названный Ивангород на Себеже. В 1536 году на воеводстве в Новгороде, откуда был послан против князя Андрея Старицкого, который собирался бежать в Литву.
Сыновья: Иван и Фёдор.